# Obština Părvomaj
Obština Părvomaj (bulharsky Община Първомай) je bulharská jednotka územní samosprávy v Plovdivské oblasti. Leží ve středním Bulharsku v Hornothrácké nížině, částečně na severovýchodních svazích a úpatí Východních Rodopů. Správním střediskem je město Părvomaj, kromě něj obština zahrnuje 16 vesnic. Žije zde zhruba 24 tisíc stálých obyvatel.

## Sídla
| - Bjala Reka - Brjagovo - Bukovo - Dălbok Izvor - Dobri Dol - Dragojnovo | - Ezerovo - Gradina - Iskra - Karadžalovo - Kruševo - Părvomaj (sídlo správy) | - Porojna - Pravoslaven - Tatarevo - Vinica - Voden |

## Sousední obštiny
| Růžice kompasu | Sadovo     | Braťa Daskalovi  | Čirpan         | Růžice kompasu |
| Růžice kompasu | Asenovgrad | Sever            | Dimitrovgrad   | Růžice kompasu |
| Růžice kompasu | Asenovgrad | Obština Părvomaj | Dimitrovgrad   | Růžice kompasu |
| Růžice kompasu | Asenovgrad | Jih              | Dimitrovgrad   | Růžice kompasu |
| Růžice kompasu |            | Černoočene       | Mineralni Bani | Růžice kompasu |

## Obyvatelstvo
V obštině žije 23 997 stálých obyvatel a včetně přechodně hlášených obyvatel 28 954. Podle sčítáni 1. února 2011 bylo národnostní složení následující:
- Bulhaři: 24 312 (86.6 %)
- Turci: 2 092 (7.5 %)
- Romové: 1 526 (5.4 %)
- ostatní: 142 (0.5 %)